# Corydalis shakyae
Corydalis shakyae là một loài thực vật có hoa trong họ Anh túc. Loài này được Lidén mô tả khoa học đầu tiên năm 1989.